# Ludovia integrifolia
Ludovia integrifolia là một loài thực vật có hoa trong họ Cyclanthaceae. Loài này được (Woodson) Harling miêu tả khoa học đầu tiên năm 1958.